# Glande salivaire labiale
Les glandes salivaires labiales sont des glandes salivaires mineures situées entre la membrane muqueuse et le muscle orbiculaire de la bouche autour de l'orifice buccal.
Elles sont de forme circulaire, et de la taille d'un petits pois.
Leurs conduits s'ouvrent par de minuscules orifices sur la membrane muqueuse.
Comme les glandes parotides et buccales, les glandes labiales sont innervées par des fibres parasympathiques qui naissent dans le noyau salivaire inférieur, voyagent avec le nerf glossopharyngien et le nerf petit pétreux jusqu'au ganglion otique, où après une liaison synaptique, elles continuent vers les glandes labiales.
L'innervation sympathique est transmise par des fibres post-ganglionnaires qui naissent dans le ganglion cervical supérieur et traversent le ganglion otique sans synapse.